# جایزه بزرگ آلمان ۱۹۵۴
جایزه بزرگ آلمان ۱۹۵۴ (انگلیسی: ‎1954 German Grand Prix‎) یک مسابقهٔ موتوری در رشتهٔ اتومبیل‌رانی فرمول یک بود که در تاریخ ۱ اوت ۱۹۵۴ در نوربورگ‌رینگ واقع در نوربورگ، آلمان غربی برگزار شد. این گراند پری در میان ۹ گراند پری در فصل ۱۹۵۴، مسابقهٔ شمارهٔ ۶ بود.
در این مسابقه که در ۲۲ دور و به مسافت ۵۰۱٫۸۲۰ کیلومتر (۳۱۱٫۸۱۶ مایل) برگزار شد، پول پوزیشن توسط خوان مانوئل فانخیو کسب شد و سریع‌ترین زمان برای طی یک دور پیست که برابر با ۹:۵۵٫۱ بود نیز توسط کارل کلینگ به ثبت رسید.
خوان مانوئل فانخیو از تیم مرسدس، خوزه فریلان گونزالز از تیم فراری و ماریس ترینتیگنانت از تیم فراری به‌ترتیب مقام‌های اول تا سوم مسابقه را کسب کردند.

## رده‌بندی قهرمانی پس از مسابقه
| رده‌بندی قهرمانی رانندگان \| \| جایگاه \| راننده \| امتیاز \| \| -------- \| ------ \| ------------------- \| ------ \| \| \| ۱ \| خوان مانوئل فانخیو \| ۳۶۱⁄۷ \| \| \| ۲ \| خوزه فریلان گونزالز \| ۱۷۹⁄۱۴ \| \| \| ۳ \| ماریس ترینتیگنانت \| ۱۵ \| \| ۱ \| ۴ \| مایک هاثورن \| ۱۰۹⁄۱۴ \| \| ۳ \| ۵ \| کارل کلینگ \| ۱۰ \| \| منبع:[۱] \| \| \| \| |        |                     |        |
| | جایگاه | راننده              | امتیاز |
| | ۱      | خوان مانوئل فانخیو  | ۳۶۱⁄۷  |
| | ۲      | خوزه فریلان گونزالز | ۱۷۹⁄۱۴ |
| | ۳      | ماریس ترینتیگنانت   | ۱۵     |
| ۱ | ۴      | مایک هاثورن         | ۱۰۹⁄۱۴ |
| ۳ | ۵      | کارل کلینگ          | ۱۰     |
| منبع: |        |                     |        |

یادداشت
- تنها پنج جایگاه نخست از هر رده‌بندی نمایش داده شده‌است.